# Ferdinand Zecca

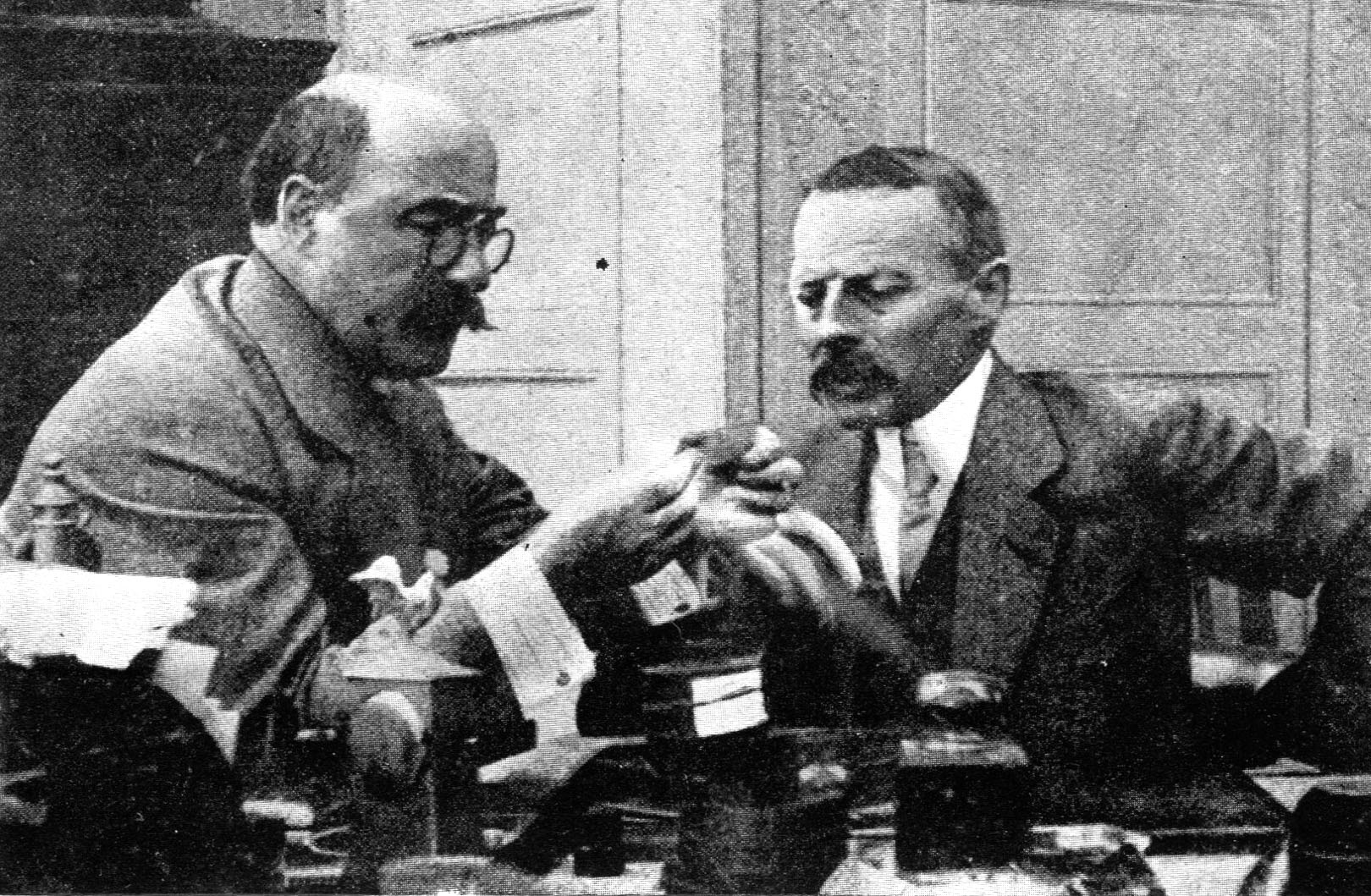
Zecca y el productor Charles Pathé, en 1906

Ferdinand Zecca (París, 19 de febrero de 1864 - Saint-Mandé, 23 de marzo de 1947) fue un cineasta francés, director, productor, actor y guionista. Principal director de la Pathé-Frères, la productora de cine más importante del mundo antes de la Primera Guerra Mundial.

## Biografía
Ferdinand Zecca nace entre artistas del espectáculo. Su padre es director de un café-concierto y sus hermanos actores. El propio Ferdinand Zecca llegará a ser actor y director del espectáculo. En los orígenes del cine mudo, en 1899, se interesará por las posibilidades del sonido. Realiza para Pathé una primera película sonora, El  melómano mudo, acompañando la proyección con el sonido de un gramófono. Luego, para Gaumont, realiza Fechorías de una cabeza de ternera.
Ferdinand Zecca regresa definitivamente a Pathé en 1900. En la Exposición Universal de París, donde la empresa cinematográfica tiene su caseta, conoce a Charles Pathé, que lo contrata como realizador. Acumula los distintos puestos técnicos: actor, guionista, decorador, operador de cámara y director. 
Su primer éxito como realizador es Historia de un crimen. La obra contiene un interesante flash-back. El condenado a muerte rememora en sus últimos momentos el crimen por el que se le condenó. El éxito de este filme es internacional y consigue una gran notoriedad para la Pathé. 
En 1902, empieza el rodaje de la Pasión de Nuestro Señor Jesucristo que no llegará a las pantallas hasta 1905. El triunfo de la película es fulminante. Pathé empieza una ascensión irresistible. Zecca se promoverá muy rápidamente a la dirección artística de Pathé, supervisando el trabajo de nuevos realizadores (Gaston Velle, Georges Hatot, Louis Gasnier...). Su filmografía es difícil, en consecuencia, de establecer ya que su papel era variable en algunas películas que pudieron asignársele. Zecca ensaya desde la "actualidad reconstituida" (Asesinato del Presidente McKinley) y las películas de trucos (El baño imposible), ambas representantes de géneros habituales de la época, hasta el drama social (En el país negro, La Huelga), o los cuentos de hadas (La Bella Durmiente del bosque, El Gato con botas). 
Su filmografía, muy variada, reelabora obras que ya han sido éxitos de otros realizadores. Ferdinand Zecca imita recursos de sus colegas y competidores, especialmente de los realizadores británicos y también de Georges Méliès. Va así a realizar su propia versión del Affaire Dreyfus después de la exitosa de Méliès, a volver a rodar el clásico El anteojo de la abuela, utilizando el método de plano general seguido de plano detalle del pionero británico del cine G. A. Smith en su film Grandma reading glass, o la Pasión de Cristo, que ya fue llevada a la pantalla por Léar. 
El enfoque cinématográfico de Zecca es menos artístico que comercial, multiplicar las clases e inspirarse en, o incluso plagiar a, sus contemporáneos, lo cual tiene por objetivo sobre todo ganar la batalla comercial. Objetivo que alcanzó, puesto que en 1908, Pathé es una multinacional presente en todas partes en el mundo y domina con mano férrea la producción mundial. 
En 1914, cuando la Primera Guerra Mundial estalla, es enviado a los Estados Unidos para ocuparse de la rama americana de la sociedad Pathé. Vuelve de nuevo en 1917 para dirigir el departamento Pathé-Baby, consagrado a las películas domésticas.
El renombre de Ferdinand Zecca se debe a que su nombre se asocia a los varios millares de cintas que se proyectaron a través del mundo en este período del cine de anteguerra. Su carrera fue unida estrechamente al extraordinario desarrollo de Pathé.

## Filmografía como director
- 1899 : Les Mésaventures d'un muet mélomane (Le Muet mélomane)
- 1899 : Les Méfaits d'une tête de veau
- 1901 : Une tempête dans une chambre à coucher
- 1901 : Une idylle sous un tunnel
- 1901 : Un duel abracadabrant
- 1901 : Un drame au fond de la mer
- 1901 : La Soupière merveilleuse
- 1901 : Les Sept châteaux du diable
- 1901 : Rêve et réalité
- 1901 : Plongeur fantastique
- 1901 : Par le trou de serrure
- 1901 : La Mégère récalcitrante
- 1901 : Le Mauvais riche
- 1901 : La Loupe de grand-maman
- 1901 : L'Illusionniste mondain
- 1901 : Histoire d'un crime
- 1901 : L'Enfant Prodigue
- 1901 : Comment on met son couvert
- 1901 : Comment Fabien devient architecte
- 1901 : Scènes vues de mon balcón (Ce que je vois de mon sixième)

- 1901 : À la conquête de l'air
- 1901 : L'Agent plongeur
- 1901 : Une discussion politique

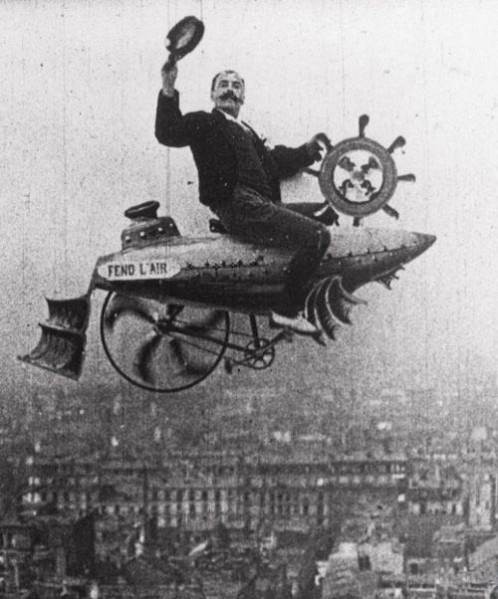
El propio Zecca en parte de un fotograma
de la película de 1901 À la conquête de l'air

- 1902 : Les Victimes de l'alcoolisme
- 1902 : Une séance de cinématographe
- 1902 : Quo Vadis?
- 1902 : La Fée Printemps
- 1902 : Le Conférencier distrait
- 1902 : Chez le photographe
- 1902 : La Catastrophe de la Martinique
- 1902 : La Belle au bois dormant codirigido por Lucien Nonguet
- 1902 : Baignade impossible
- 1902 : L'Assommoir
- 1902 : L'Affaire Dreyfus
- 1902 : La Poule merveilleuse
- 1902 : Ali Baba et les quarante voleurs
- 1903 : Samson et Dalila
- 1903 : Repas infernal
- 1903 : La Soubrette ingénieuse
- 1903 : Le Chien et la pipe
- 1903 : Le Premier cigare du collégien
- 1903 : Le Démon du jeu ou La vie d'un joueur (La Vie d'un joueur)
- 1903 : Les Aventures de Don Quichotte (Don Quichotte) codirigido por Lucien Nonguet
- 1903 : Le Chat botté
- 1904 : The Wrong Door
- 1904 : Le Portrait
- 1904 : Les Petits coupeurs de bois vert
- 1904 : Le Pêcheur de perles
- 1904 : Annie's Love Story
- 1904 : La Grève
- 1905 : La Passion de Notre-Seigneur Jésus Christ (La Vie et la passion de Jésus Christ)
- 1905 : Un drame à Venise
- 1905 : L'Amant de la lune (Rêve à la lune) codirigido por Gaston Velle
- 1905 : Le Remords
- 1905 : La Course aux tonneaux
- 1905 : Automobile et cul-de-jatte
- 1905 : Au pays noir
- 1905 : Au bagne
- 1905 : L'Alcool engendre la tuberculose
- 1905 : L'Incendiaire
- 1905 : Dix femmes pour un mari
- 1905 : L'Honneur d'un père
- 1905 : Vendetta
- 1905 : Les Apaches de Paris
- 1905 : Brigandage moderne
- 1907 : Le Spectre rouge
- 1907 : Le Poil à gratter
- 1907 : Métempsycose
- 1907 : L'Homme Protée

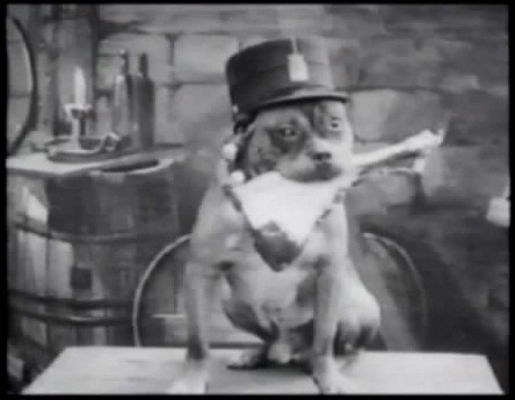
Fotograma de la última escena de
La Course des sergents de ville, de 1907

- 1907 : La Course des sergents de ville
- 1908 : Samson codirigido por Henri Andreani
- 1908 : Le Rêve d'agent
- 1908 : L'Affaire Dreyfus
- 1909 : Le Caprice du vainqueur
- 1910 : La Tragique aventure de Robert le Taciturne, duc d'Aquitaine
- 1910 : Slippery Jim
- 1910 : Cléopâtre codirigido por Henri Andreani
- 1910 : 1802 codirigido por Camille de Morlhon
- 1912 : La Fièvre de l'or codirigido por René Leprince
- 1913 : Le Roi de l'air codirigido por René Leprince
- 1913 : La Leçon du gouffre codirigido por René Leprince
- 1913 : La Comtesse noire codirigido por René Leprince
- 1913 : Cœur de femme codirigido por René Leprince
- 1914 : La Lutte pour la vie codirigido por René Leprince
- 1914 : La Jolie Bretonne codirigido por René Leprince
- 1914 : L'Étoile du génie codirigido por René Leprince
- 1915 : Le Vieux cabotin codirigido por René Leprince
- 1915 : Le Noël d'un vagabond codirigido por René Leprince
- 1919 : Les Larmes du pardon codirigido por René Leprince
- 1919 : Le Calvaire d'une reine codirigido por René Leprince